# Emelie Forsberg
Pour les articles homonymes, voir Forsberg.
Emelie Tina Forsberg, née le 11 décembre 1986, est une athlète suédoise, spécialiste de trail et skyrunning. 
Elle a remporté le championnat du monde Skymarathon Ultra 2014, et le championnat d'Europe 2013 de skyrunning. Elle fait partie depuis 2012 des meilleurs athlètes mondiaux en trail running.

## Biographie

### Enfance et jeunesse
Emelie Forsberg a grandi au village de Noraström dans la commune de Kramfors. Ce village est situé sur la Haute Côte à 40 km au nord de Härnösand. Son père décède alors qu'elle est encore un nouveau-né. Elle et sa sœur Evy Tess Therese sont de ce fait élevées par leur mère. La course d'orientation, le trekking, l'escalade et le ski font partie intégrante de sa vie depuis son plus jeune âge. Elle déclare en 2017 lors d'une conférence qu'entre l'âge de 15 ans et l'âge de 20 ans elle se définissait comme une « grimpeuse »
Elle part vivre dans les montagnes suédoises à 18 ans et travaille comme serveuse au Storulvån Mountain Lodge à Åre dans le Jämtland et court dans les montagnes pendant son temps libre. Elle convainc également à cette époque son patron de lui permettre de se former à la patisserie.

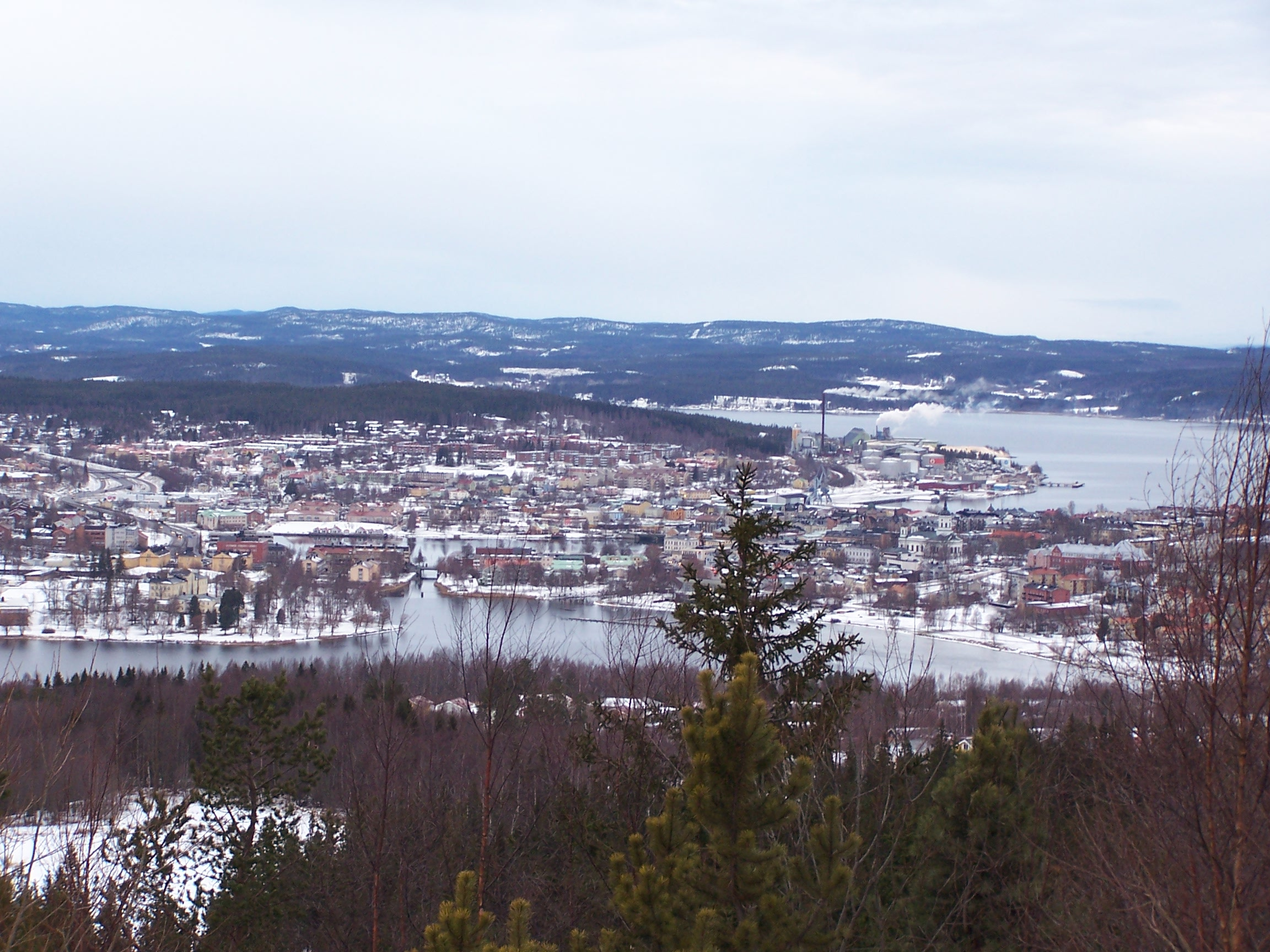
La ville de Härnösand
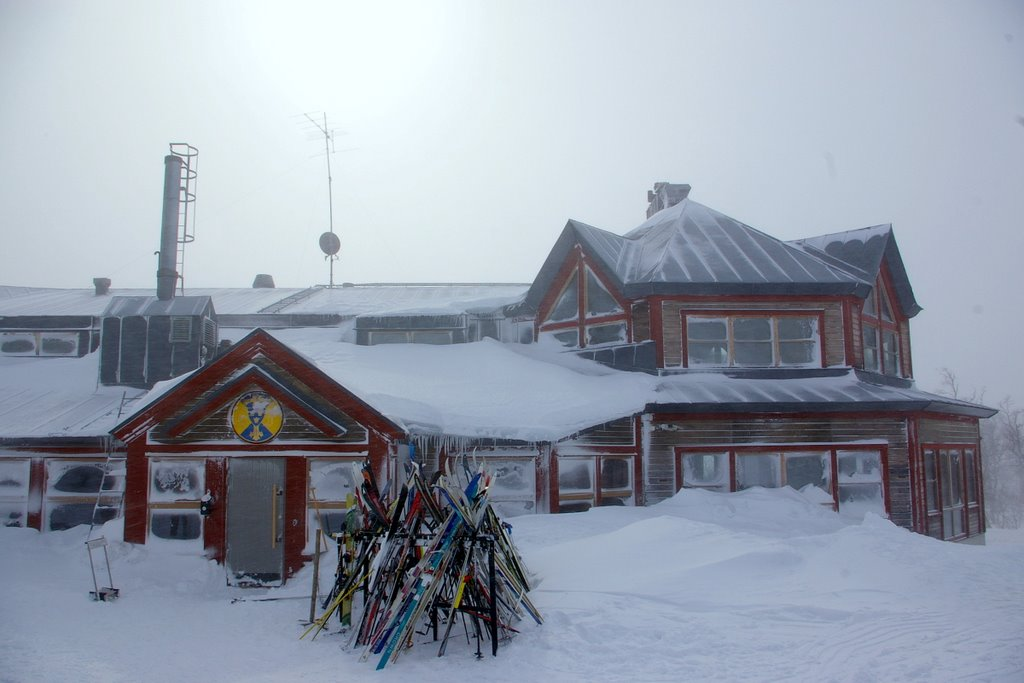
Le Storulvån Mountain Lodge

### Début de carrière
La première grande course à laquelle participe Emelie est le Fjällmaraton en 2009. Elle s'aligne sur ce marathon qui se déroule dans la montagne suédoise (2 000 m de dénivelé positif) après avoir emprunté le sac à dos d'un ami. Elle remporte l'épreuve malgré s'être arrêté près de vingt minutes au pied de la dernière ascension pour manger un gâteau au chocolat qu'elle avait emporté. Elle revient sur cette épreuve deux ans plus tard et la remporte à nouveau, sans marquer cette fois de pause sur le trajet, et améliore son temps de près de 30 minutes. En 2014, devenue une athlète de classe mondiale, elle améliore encore ce temps de 30 minutes établissant un nouveau record sur l'épreuve.

### Vie privée
Depuis 2015, elle partage la vie de Kilian Jornet et habite depuis 2016 près de Åndalsnes, en Norvège.

## Palmarès

### En Ultra-Trail
| no  | féminin            | Course                                                  | Pays       | Longueur | Départ            | Temps            |
| --- | ------------------ | ------------------------------------------------------- | ---------- | -------- | ----------------- | ---------------- |
| 10e | Médaille de bronze | Ultra Cavalls del Vent                                  | Espagne    | 84 km    | 29 septembre 2012 | 10 h 39 min 46 s |
| 18e | Médaille d'argent  | Grande Course des Templiers                             | France     | 72 km    | 28 octobre 2012   | 07 h 26 min 15 s |
|     | Médaille d'or      | California Trail 50 miles                               | États-Unis | 80 km    | 1er décembre 2012 | 6 h 39 min 18 s  |
| 5e  | Médaille d'or      | Transvulcania                                           | Espagne    | 83 km    | 11 mai 2013       | 8 h 13 min 22 s  |
| 10e | Médaille d'or      | Championnats d'Europe de skyrunning - Ultra SkyMarathon | Italie     | 80 km    | 27 juillet 2013   | 10 h 21 min 33 s |
| 3e  | Médaille d'or      | Ultra Race of Champions                                 | États-Unis | 100 km   | 28 septembre 2013 | 12 h 06 min 33 s |
| 21e | Médaille d'argent  | Grand Raid de la Réunion                                | France     | 163 km   | 17 octobre 2013   | 31 h 29 min 35 s |
|     | Médaille de bronze | California Trail 50 miles                               | États-Unis | 80 km    | 7 décembre 2013   | 7 h 46 min 24 s  |
| 7e  | Médaille d'or      | Transvulcania                                           | Espagne    | 73 km    | 9 mai 2015        | 8 h 32 min 59 s  |
| 19e | Médaille d'or      | Championnats d'Europe de skyrunning - Ultra SkyMarathon | France     | 65 km    | 12 juillet 2015   | 9 h 17 min 21 s  |
| 12e | Médaille d'or      | Ultra Pirineu                                           | Espagne    | 110 km   | 19 septembre 2015 | 13 h 39 min 33 s |
| 82e | 8e                 | Championnats du monde de trail - Court                  | Autriche   | 45,2 km  | 8 juin 2023       | 5 h 18 min 45 s  |
| 14e | Médaille d'or      | Eiger Ultra Trail - E51                                 | Suisse     | 51 km    | 15 juillet 2023   | 5 h 59 min 8 s   |

### EnSkyrunning
| no  | féminin            | Course                                                   | Pays       | Longueur | Départ            | Temps           |
| --- | ------------------ | -------------------------------------------------------- | ---------- | -------- | ----------------- | --------------- |
| 16e | Médaille d'argent  | Trophée Kima                                             | Italie     | 49 km    | 26 août 2012      | 7 h 47 min 06 s |
|     | Médaille d'or      | Ice Trail Tarentaise                                     | France     | 65 km    | 14 juillet 2012   | 9 h 11 min 11 s |
| 46e | Médaille d'or      | Dolomites SkyRace                                        | Italie     | 22 km    | 22 juillet 2012   | 2 h 26 min 0 s  |
| 11e | Médaille d'or      | Marathon de Pikes Peak                                   | États-Unis | 42,2 km  | 19 août 2012      | 4 h 28 min 7 s  |
|     | Médaille d'or      | Mount Kinabalu Climbathon                                | Malaisie   | 23 km    | 14 octobre 2012   | 2 h 38 min 35 s |
| 69e | Médaille d'argent  | Championnats d'Europe de skyrunning - Kilomètre vertical | Italie     | 2,6 km   | 19 juin 2013      | 43 min 1 s      |
| 56e | Médaille d'or      | Championnats d'Europe de skyrunning - SkyRace            | Italie     | 22 km    | 21 juin 2013      | 2 h 26 min 52 s |
| 1re | Médaille d'or      | Matterhorn Ultraks                                       | Suisse     | 46 km    | 24 août 2013      | 5 h 41 min 17 s |
| 72e | Médaille de bronze | Limone Extreme                                           | Italie     | 23,5 km  | 13 octobre 2013   | 2 h 54 min 54 s |
|     | Médaille d'or      | Ice Trail Tarentaise                                     | France     | 65 km    | 13 juillet 2014   | 9 h 24 min 09 s |
| 51e | Médaille d'argent  | Dolomites SkyRace                                        | Italie     | 22 km    | 20 juillet 2014   | 2 h 27 min 40 s |
| 43e | Médaille d'or      | Giir di Mont                                             | Italie     | 32 km    | 27 juillet 2014   | 4 h 6 min 25 s  |
| 17e | Médaille d'argent  | Trophée Kima                                             | Italie     | 52 km    | 31 août 2014      | 8 h 22 min 13 s |
| 5e  | Médaille de bronze | Tromsdalstind SkyRace                                    | Norvège    | 20 km    | 6 septembre 2014  | 2 h 30 min 42 s |
| 2e  | Médaille d'or      | The Rut 50K                                              | États-Unis | 50 km    | 13 septembre 2014 | 6 h 32 min 40 s |
|     | Médaille d'or      | Blåmann Vertical                                         | Norvège    | 2,7 km   | 1er août 2015     | 43 min 41 s     |
| 13e | Médaille d'or      | Hamperokken SkyRace                                      | Norvège    | 45 km    | 2 août 2015       | 7 h 09 min 54 s |
| 1re | Médaille d'or      | Glen Coe Skyline                                         | Écosse     | 51 km    | 22 août 2015      | 7 h 44 min 19 s |
| 3e  | Médaille d'or      | The Rut 50K                                              | États-Unis | 50 km    | 5 septembre 2015  | 6 h 25 min 45 s |
| 14e | Médaille d'or      | Blåmann Vertical                                         | Norvège    | 2,7 km   | 5 août 2016       | 44 min 49 s     |
| 17e | Médaille d'or      | Trophée Kima                                             | Italie     | 52 km    | 28 août 2016      | 7 h 49 min 06 s |
| 15e | Médaille d'argent  | Blåmann Vertical                                         | Norvège    | 2,7 km   | 4 août 2017       | 45 min 59 s     |
| 25e | Médaille d'argent  | Ultra SkyMarathon Madeira                                | Portugal   | 54 km    | 2 juin 2018       | 6 h 45 min 51 s |
| 28e | Médaille d'or      | Zegama-Aizkorri Vertical Kilometer                       | Espagne    | 3 km     | 27 mai 2022       | 42 min 26 s     |
| 12e | Médaille d'argent  | Marató Pirineu                                           | Espagne    | 42 km    | 1er octobre 2022  | 4 h 21 min 13 s |

### En course en montagne
| no  | féminin            | Course                   | Pays        | Longueur | Départ        | Temps           |
| --- | ------------------ | ------------------------ | ----------- | -------- | ------------- | --------------- |
| 68e | Médaille d'argent  | Three Peaks Race         | Royaume-Uni | 37,4 km  | 28 avril 2012 | 3 h 43 min 52 s |
| 33e | Médaille d'argent  | Marathon du Mont-Blanc   | France      | 42 km    | 30 juin 2013  | 4 h 25 min 10 s |
| 45e | Médaille de bronze | Stranda Fjord Trail Race | Norvège     | 25 km    | 6 août 2022   | 3 h 1 min 34 s  |